# Cupa Mondială de Rugby din 1987
Cupa Mondială de Rugby din 1987 a fost prima ediție a Cupei Mondiale de Rugby. A avut loc între 22 mai și 20 iunie 1987 în Australia și Noua Zeelandă. Turneul a fost câștigat de Noua Zeelandă, care a învins Franța cu scorul de 29–9. România s-a calificat și a jucat în grupa D, cu Franța, Scoția și Zimbabwe, unde a terminat pe penultimul loc, cu o victorie, și a ieșit din competiție.

## Țări participante
| Grupa A                                | Grupa B                           | Grupa C                             | Grupa D                        |
| -------------------------------------- | --------------------------------- | ----------------------------------- | ------------------------------ |
| Australia Anglia Japonia Statele Unite | Canada Irlanda Tonga Țara Galilor | Argentina Fiji Italia Noua Zeelandă | Franța România Scoția Zimbabwe |

## Legături externe
- Rezultate[nefuncțională – arhivă]
 pe ESPN
- en  WorldRugby.org